# World Coming Down
World Coming Down è il quinto album in studio del gruppo musicale statunitense Type O Negative, pubblicato il 21 settembre 1999 dalla Roadrunner Records.

## Descrizione
L'album è stato scritto in un periodo molto delicato nella vita di Peter Steele, nel quale la sua dipendenza dalle sostanze stupefacenti (cocaina in particolare, giunta a livelli molto alti) e la morte della madre lo avevano spinto in una depressione molto profonda. Ciò è testimoniato da canzoni come White Slavery (schiavitù bianca, la cocaina) e Everyone I Love Is Dead (ogni persona che amo è morta).
La morte rimane il tema portante di tutto l'album anche se vista in chiave “ironica”; in Sinus, Liver e Lung la band “immagina” la morte di 3 dei suoi componenti in relazioni ai “vizi” di ognuno: in Sinus la morte per cocaina, in Liver la morte per alcool e in Lung la morte per il fumo (tanto è vero che Peter Steele ha più volte detto che dopo aver inciso Sinus, dove si sente il tipico rumore di una “sniffata” di cocaina, non è più riuscito ad ascoltare la canzone perché il suono del battito cardiaco che aumenta velocemente, dopo aver assunto la sostanza, gli creava attacchi di ansia).
L'ultima canzone “Day Tripper” è un medley di tre canzoni dei The Beatles, "Day Tripper", "If I Needed Someone" e "I Want You (She's So Heavy)", costato alla band una notevole somma di denaro dato che, stampato e distribuito l'album, la società di Michael Jackson proprietaria dei diritti sul catalogo della band britannica ha presentato “il conto” relativo all'utilizzo dei tre brani.

## Tracce
1. Skip It – 0:11
2. White Slavery – 8:21
3. Sinus – 0:53
4. Everyone I Love Is Dead – 6:11
5. Who Will Save the Sane? – 6:41
6. Liver – 1:42
7. World Coming Down – 11:10
8. Creepy Green Light – 6:56
9. Everything Dies – 7:43
10. Lung – 1:36
11. Pyretta Blaze – 6:57
12. All Hallows Eve – 8:35
13. Day Tripper – 7:02 – medley dei The Beatles

## Formazione
Gruppo
- Peter Steele – voce, basso, chitarre e tastiere aggiuntive
- Kenny Hickey – chitarra, cori, voce aggiuntiva (tracce 7 e 12)
- Josh Silver – tastiera, sintetizzatore, effetti, programmazione percussioni, cori
- Johnny Kelly – batteria, percussioni, cori

Altri musicisti
- Paul Bento – sitar e tambura (tracce 7 e 13)
- Richard Termini – tastiera (traccia 11)